# Ranoidea kroombitensis
Ranoidea kroombitensis es una especie de anfibio anuro del género Ranoidea, de la familia Pelodryadidae y originaria de Australia; vive en Queensland y Nueva Gales del Sur.
Esta rana vive en el área llamada Kroombit Tops, entre 500 y 900 m s. n. m. (metros sobre el nivel del mar).
Los científicos que escribieron el primer artículo formal sobre esta rana dijeron que creen que está relacionada con Ranoidea phyllochroa, Ranoidea personaiana y Ranoidea barringtonensis.